# Anthicus caroli
Anthicus caroli es una especie de coleóptero de la familia Anthicidae.

## Distribución geográfica
Habita en Bangladés.